# Hôtel de préfecture de la Charente
L'hôtel de préfecture de la Charente est un bâtiment situé à Angoulême, en France. Il sert de préfecture au département de la Charente.

## Localisation
L'édifice est situé dans le département français de la Charente, sur la commune d'Angoulême.

## Historique
Le bâtiment date du XIXe siècle.
La préfecture est partiellement inscrite au titre des monuments historiques le 29 octobre 1975.